# 春丕马先蒿
春丕马先蒿（学名：Pedicularis chumbica）为列当科马先蒿属的植物，为中国的特有植物。分布在中国大陆的西藏等地，常生于亚东春丕谷中，目前尚未由人工引种栽培。